# Indianapolis Star
The Indianapolis Star — утренняя ежедневная газета, основанная 6 июня 1903 года. Газета дважды становилась лауреатом Пулитцеровской премии в 1975 и 1991 годах. В настоящее время владельцем Indianapolis Star является Gannett Company.

## История
Газета Indianapolis Star была основана 6 июня 1903 года промышленником из Манси (Munice, городок к северо-востоку от Индианаполиса) Джорджом Маккалохом. В то время двумя основными газетами Индианаполиса были Indianapolis Journal и Indianapolis Sentinel. Уже спустя год и два дня после основания Маккалох выкупил Journal, а в 1906 году и Sentinel. В 1904 году газету купил Дэниель Рейд и нанял Джона Шэффера в качестве издателя, однако позже уволил его. В ходе последовавшего судебного разбирательства, Шаффер стал владельцем контрольного пакета акций газеты в 1911 году и проработал в качестве издателя и редактора вплоть до своей смерти в 1943 году.
25 апреля 1944 года газету купил Юджин Паллиам, который провёл ряд реформ для увеличения тиража. В 1948 году Indianapolis Star стала самой крупной газетой в Индиане. В 2000 году компания Gannett Company купила газету.

## Пулитцеровская премия
Indianapolis Star дважды становилась лауреатом Пулитцеровской премии за свои журналистские расследования. В 1975 году газета получила премию за расследование, проведенное в 1974 году, связанное с коррупцией в полицейском департаменте Индианаполиса. В 1991 году за расследование о преступной халатности врачей.